# New Era Windows
New Era Windows – amerykańska spółdzielnia pracownicza produkująca okna, mająca siedzibę na Goose Island. Utworzona przez członków związku zawodowego z Chicago, którzy wykupili swoje miejsce pracy.

## Historia
Zakład, wcześniej należący do Republic Windows and Doors, a obecnie do Serious Energy, montuje okna winylowe i drzwi przesuwne. Pracownicy dwukrotnie zajęli zakład w walce o zapewnienie wypłaty płac i utrzymanie miejsc pracy. Pod koniec 2008, po zamknięciu przez Bank of America linii kredytowej Republic Windows and Doors, zamknięto fabrykę w Chicago. Po nagłym zamknięciu fabryki, pracownicy zostali zwolnieni z zachowaniem zaledwie trzydniowego okresu wypowiedzenia, co stanowiło naruszenie ustawy WARN Act. Ustawa wymaga 60-dniowego powiadomienia o zamknięciu zakładu lub 60-dniowego wynagrodzenia, jeśli nie zostanie ono przekazane na czas.
Robotnicy i członkowie związku zawodowego Lokal UE 1110 zorganizowali okupację fabryki na znak protestu przeciwko ostrzałom. Od 5 grudnia 2008 zakład był przez sześć dni okupowany przez robotników, porównywano go do strajków robotniczych z lat 30. Akcja robotnicza była szeroko komentowana w mediach i cieszyła się szerokim poparciem. Prezydent Barack Obama powiedział, że Republic powinna dotrzymać swoich zobowiązań wobec pracowników zakładu, a prokurator generalny stanu Illinois Lisa Madigan wszczęła dochodzenie w sprawie naruszeń ustawy WARN. Gubernator stanu Illinois Rod Blagojevich zakazał prowadzenia interesów z Bank of America, ponieważ anulowanie przez bank linii kredytowej spółki spowodowało jej zamknięcie. Demonstracje protestacyjne w oddziałach Bank of America odbyły się w dziesiątkach miast USA w trakcie posiedzenia. 10 grudnia członkowie związku głosowali za zakończeniem okupacji po tym, jak Republic, Bank of America, JPMorgan Chase, i związek wynegocjował ugodę, która wypłacała każdemu pracownikowi osiem tygodni wynagrodzenia, plus całe skumulowane wynagrodzenie za urlop, oraz ubezpieczenie zdrowotne na dwa miesiące.
Robotnicy i ich zmagania zostały przedstawione w filmie dokumentalnym Michaela Moore'a z 2009 - Kapitalizm, moja miłość.
W lutym 2012 zarząd firmy Serious Energy ogłosił natychmiastowe zamknięcie zakładu. Wiadomość była niespodziewana i związek zareagował w taki sam sposób, jak cztery lata wcześniej. 23 lutego 2012 pracownicy reprezentowani przez UE Local 1110 i wspierani przez organizatorów z Occupy Chicago ponownie zajęli fabrykę na 11 godzin. Pomimo drastycznego zmniejszenia zatrudnienia – Serious Energy odwołało 75 z 250 pracowników zakładu, z których tylko 38 pozostało zatrudnionych zgodnie z zapowiedzią zamknięcia - pracownicy z powodzeniem wynegocjowali porozumienie z zarządem tej nocy. Pomoc i rozgłos zbiegły się w czasie z ruchem Occupy w Chicago, którego członkowie przybyli do zakładu. Związek wyraził zgodę na 90 dni zatrudnienia przed zamknięciem zakładów.

## Fundusz
Dwa miesiące później, kalifornijski producent okien Serious Materials (obecnie Serious Energy) wykupił Republic Windows and Doors za 1,45 miliona dolarów i ponownie otworzył zakład, przywracając pracowników związkowych do pracy w kolejności według stażu pracy i podpisując umowę o pracę z EU Local 1110, która była zasadniczo taka sama jak poprzedni kontrakt związku z Republic.  W kwietniu 2009 wiceprezydent Joe Biden odwiedził zakład i spotkał się z przedstawicielami firmy i liderami związków, chwaląc ponowne otwarcie zakładu jako „wielką rzecz”.
30 maja 2012 robotnicy z fabryki włączyli się do spółdzielni robotniczej. W negocjacjach z firmą Serious Energy i jej finansistami, Mesirow Financial, starają się zapewnić godziwą cenę za maszyny fabryki. Pracownicy zebrali 520 000 dolarów i złożyli ofertę na zakup fabryki o wartości 1,2 miliona dolarów.